# Haudivillers
Haudivillers – miejscowość i gmina we Francji, w regionie Hauts-de-France, w departamencie Oise.
Według danych na rok 1990 gminę zamieszkiwały 743 osoby, a gęstość zaludnienia wynosiła 76 osób/km² (wśród 2293 gmin Pikardii Haudivillers plasuje się na 384. miejscu pod względem liczby ludności, natomiast pod względem powierzchni na miejscu 471.).